# FIS Cup w skokach narciarskich 2006/2007
FIS Cup w skokach narciarskich 2006/2007 – 2. edycja FIS Cupu, która rozpoczęła się 30 czerwca 2006 w Bischofshofen, a zakończyła 10 marca 2007 w Sapporo. W Polsce rozegrano dwa konkursy cyklu – w Zakopanem.
W całym sezonie odwołanych zostało czternaście konkursów z powodu zbyt wysokich temperatur, a rozegranych zostało piętnaście.
Zdobywcą tytułu został Nicolas Fettner, któremu tylko raz udało się wygrać zawody w ramach cyklu. Drugie miejsce zajął jego rodak Stefan Innerwinkler, a trzeci był Pawieł Karielin. Drużynowo po raz drugi z rzędu najlepsza była reprezentacja Austrii.

## Kalendarz i wyniki
| Lp.                                                             | Data                                                            | Miejscowość                                                     | HS                                                              | Uwagi                                                           | 1. miejsce          | 2. miejsce                        | 3. miejsce          |
| --------------------------------------------------------------- | --------------------------------------------------------------- | --------------------------------------------------------------- | --------------------------------------------------------------- | --------------------------------------------------------------- | ------------------- | --------------------------------- | ------------------- |
| 1.                                                              | 30 czerwca 2006                                                 | Bischofshofen                                                   | HS-78                                                           | –                                                               | Stefan Kaiser       | Anže Obreza                       | Pawieł Karielin     |
| 2.                                                              | 1 lipca 2006                                                    | Bischofshofen                                                   | HS-78                                                           | –                                                               | Stefan Kaiser       | Anže Obreza                       | Petr Ermis          |
| —                                                               | 16 lipca 2006                                                   | Garmisch-Partenkirchen                                          | HS-89                                                           | –                                                               | odwołany            | odwołany                          | odwołany            |
| 3.                                                              | 16 lipca 2006                                                   | Garmisch-Partenkirchen                                          | HS-89                                                           | –                                                               | Arthur Pauli        | Roland Müller                     | David Unterberger   |
| 4.                                                              | 2 września 2006                                                 | Örnsköldsvik                                                    | HS-100                                                          | –                                                               | Stefan Innerwinkler | Pawieł Karielin                   | Anders Johnson      |
| 5.                                                              | 3 września 2006                                                 | Örnsköldsvik                                                    | HS-100                                                          | –                                                               | Nicolas Fettner     | Stefan Innerwinkler               | Pawieł Karielin     |
| 6.                                                              | 7 października 2006                                             | Einsiedeln                                                      | HS-77                                                           | –                                                               | Stefan Innerwinkler | Trevor Morrice Nicolas Fettner    | —                   |
| 7.                                                              | 8 października 2006                                             | Einsiedeln                                                      | HS-117                                                          | –                                                               | Stefan Innerwinkler | Markus Eggenhofer                 | Kim-Arild Tandberg  |
| —                                                               | 9 grudnia 2006                                                  | Kuopio                                                          | HS-98                                                           | [ a ]                                                           | odwołany            | odwołany                          | odwołany            |
| —                                                               | 10 grudnia 2006                                                 | Kuopio                                                          | HS-98                                                           | [ a ]                                                           | odwołany            | odwołany                          | odwołany            |
| —                                                               | 16 grudnia 2006                                                 | Predazzo                                                        | HS-106                                                          | [ a ]                                                           | odwołany            | odwołany                          | odwołany            |
| —                                                               | 17 grudnia 2006                                                 | Predazzo                                                        | HS-106                                                          | [ a ]                                                           | odwołany            | odwołany                          | odwołany            |
| 8.                                                              | 1 stycznia 2007                                                 | Seefeld                                                         | HS-100                                                          | –                                                               | Daniel Lackner      | Radik Żaparow                     | Thomas Thurnbichler |
| —                                                               | 6 stycznia 2007                                                 | Rena                                                            | HS-100                                                          | [ a ]                                                           | odwołany            | odwołany                          | odwołany            |
| —                                                               | 7 stycznia 2007                                                 | Rena                                                            | HS-100                                                          | [ a ]                                                           | odwołany            | odwołany                          | odwołany            |
| —                                                               | 12 stycznia 2007                                                | Ljubno                                                          | HS-93                                                           | [ a ]                                                           | odwołany            | odwołany                          | odwołany            |
| —                                                               | 13 stycznia 2007                                                | Ljubno                                                          | HS-93                                                           | [ a ]                                                           | odwołany            | odwołany                          | odwołany            |
| —                                                               | 20 stycznia 2007                                                | Lauscha                                                         | HS-102                                                          | [ a ]                                                           | odwołany            | odwołany                          | odwołany            |
| —                                                               | 21 stycznia 2007                                                | Lauscha                                                         | HS-102                                                          | [ a ]                                                           | odwołany            | odwołany                          | odwołany            |
| —                                                               | 27 stycznia 2007                                                | Harrachov                                                       | HS-100                                                          | [ a ]                                                           | odwołany            | odwołany                          | odwołany            |
| —                                                               | 28 stycznia 2007                                                | Harrachov                                                       | HS-100                                                          | [ a ]                                                           | odwołany            | odwołany                          | odwołany            |
| 9.                                                              | 3 lutego 2007                                                   | Chaux-Neuve                                                     | HS-97                                                           | –                                                               | David Unterberger   | Pawieł Karielin                   | Markus Eggenhofer   |
| 10.                                                             | 4 lutego 2007                                                   | Chaux-Neuve                                                     | HS-97                                                           | –                                                               | David Unterberger   | Pawieł Karielin Guido Landert     | —                   |
| 11.                                                             | 17 lutego 2007                                                  | Zakopane                                                        | HS-94                                                           | –                                                               | Maciej Kot          | Gerald Wambacher                  | Nicolas Fettner     |
| 12.                                                             | 18 lutego 2007                                                  | Zakopane                                                        | HS-94                                                           | –                                                               | Pawieł Karielin     | Gerald Wambacher Krzysztof Miętus | —                   |
| 13.                                                             | 5 marca 2007                                                    | Zaō                                                             | HS-100                                                          | –                                                               | Akseli Kokkonen     | Johan Remen Evensen               | Yukio Sakano        |
| 14.                                                             | 6 marca 2007                                                    | Zaō                                                             | HS-100                                                          | –                                                               | Johan Remen Evensen | Yukio Sakano                      | Nicolas Fettner     |
| 15.                                                             | 10 marca 2007                                                   | Sapporo                                                         | HS-100                                                          | –                                                               | Johan Remen Evensen | Akira Higashi                     | Yukio Sakano        |
| —                                                               | 17 marca 2007                                                   | Oberstdorf                                                      | HS-100                                                          | [ a ]                                                           | odwołany            | odwołany                          | odwołany            |
| —                                                               | 18 marca 2007                                                   | Oberstdorf                                                      | HS-100                                                          | [ a ]                                                           | odwołany            | odwołany                          | odwołany            |
| FIS Cup w skokach narciarskich 2006/2007 – klasyfikacja końcowa | FIS Cup w skokach narciarskich 2006/2007 – klasyfikacja końcowa | FIS Cup w skokach narciarskich 2006/2007 – klasyfikacja końcowa | FIS Cup w skokach narciarskich 2006/2007 – klasyfikacja końcowa | FIS Cup w skokach narciarskich 2006/2007 – klasyfikacja końcowa | Nicolas Fettner     | Stefan Innerwinkler               | Pawieł Karielin     |

## Statystyki indywidualne
| Lukas Bergmann | –   | –   | –   | –  | –  | –   | –   | 23  | –  | –  | –  | –   | –   | –   | –  |
| Matija Druml | dsq | dsq | 11  | 31 | 21 | –   | –   | –   | –  | –  | –  | –   | –   | –   | –  |
| Markus Eggenhofer | dsq | 14  | –   | –  | –  | 4   | 2   | 18  | 3  | 5  | –  | –   | –   | –   | –  |
| David Fallmann | –   | –   | –   | –  | –  | 28  | 7   | 10  | 7  | 9  | 5  | 5   | 12  | 14  | 12 |
| Nicolas Fettner | –   | –   | –   | 4  | 1  | 2   | 4   | 15  | 6  | 6  | 3  | 4   | 8   | 3   | 18 |
| Stefan Innerwinkler | dsq | 5   | –   | 1  | 2  | 1   | 1   | 14  | 12 | 7  | 16 | 23  | 11  | 20  | 15 |
| Stefan Kaiser | 1   | 1   | –   | –  | –  | –   | –   | 19  | –  | –  | –  | –   | –   | –   | –  |
| Daniel Karrer | dsq | 19  | –   | –  | –  | –   | –   | –   | –  | –  | –  | –   | –   | –   | –  |
| Daniel Lackner | –   | –   | –   | –  | –  | –   | –   | 1   | –  | –  | –  | –   | –   | –   | –  |
| Markus Lechner | –   | –   | –   | –  | –  | 17  | 18  | 33  | 28 | 11 | 14 | 11  | –   | –   | –  |
| Johannes Lenz | –   | –   | –   | –  | –  | –   | –   | 26  | –  | –  | –  | –   | –   | –   | –  |
| Daniel Moder | –   | –   | –   | –  | –  | 7   | 13  | –   | –  | –  | –  | –   | –   | –   | –  |
| Johannes Moser | –   | –   | –   | –  | –  | –   | –   | 33  | –  | –  | –  | –   | –   | –   | –  |
| Roland Müller | –   | –   | 2   | –  | –  | –   | –   | –   | –  | –  | –  | –   | –   | –   | –  |
| Arthur Pauli | –   | –   | 1   | –  | –  | –   | –   | –   | –  | –  | –  | –   | –   | –   | –  |
| Manuel Poppinger | –   | –   | –   | –  | –  | –   | –   | 16  | 43 | 33 | –  | –   | –   | –   | –  |
| Florian Schabereiter | –   | –   | –   | –  | –  | –   | –   | 31  | –  | –  | –  | –   | –   | –   | –  |
| Thomas Schrittwieser | dsq | 20  | –   | –  | –  | –   | –   | –   | –  | –  | –  | –   | –   | –   | –  |
| Reinhard Schwarzenberger | –   | –   | –   | –  | –  | –   | –   | 12  | –  | –  | –  | –   | –   | –   | –  |
| Alexander Seiwald | 4   | 8   | –   | –  | –  | –   | –   | –   | –  | –  | –  | –   | –   | –   | –  |
| Andreas Strolz | –   | –   | 7   | –  | –  | –   | –   | 19  | 9  | 8  | –  | –   | –   | –   | –  |
| Thomas Thurnbichler | –   | –   | 6   | –  | –  | –   | –   | 3   | 5  | 4  | –  | –   | –   | –   | –  |
| David Unterberger | –   | –   | 3   | –  | –  | –   | –   | 4   | 1  | 1  | –  | –   | –   | –   | –  |
| Gerald Wambacher | –   | –   | –   | –  | –  | –   | –   | 8   | 8  | 12 | 2  | 2   | –   | –   | –  |
| Patric Wurzrainer | –   | –   | –   | –  | –  | –   | –   | 33  | –  | –  | –  | –   | –   | –   | –  |
| Białoruś |     |     |     |    |    |     |     |     |    |    |    |     |     |     |    |
| Jewgienij Chrabjech | –   | –   | –   | –  | –  | –   | –   | –   | –  | –  | 63 | 58  | –   | –   | –  |
| Piotr Czaadajew | –   | –   | –   | –  | –  | –   | –   | 9   | –  | –  | –  | –   | –   | –   | –  |
| Alaksandr Czepkasow | –   | –   | –   | –  | –  | –   | –   | –   | –  | –  | 71 | 67  | –   | –   | –  |
| Alaksandr Hanczarou | –   | –   | –   | –  | –  | –   | –   | –   | –  | –  | 69 | 66  | –   | –   | –  |
| Siarhiej Hanczarou | –   | –   | –   | –  | –  | –   | –   | –   | –  | –  | 67 | dsq | –   | –   | –  |
| Jauheni Myckaniuk | –   | –   | –   | –  | –  | –   | –   | –   | –  | –  | 72 | 70  | –   | –   | –  |
| Wasilij Tomiłow | –   | –   | –   | –  | –  | –   | –   | –   | –  | –  | 49 | 63  | –   | –   | –  |
| Bułgaria |     |     |     |    |    |     |     |     |    |    |    |     |     |     |    |
| Petyr Fyrtunow | –   | –   | –   | –  | –  | 23  | dsq | –   | –  | –  | 13 | 21  | –   | –   | –  |
| Bogomił Pawłow | –   | –   | –   | –  | –  | dsq | –   | –   | –  | –  | 29 | 19  | –   | –   | –  |
| Władimir Zografski | –   | –   | –   | –  | –  | dsq | –   | –   | –  | –  | 30 | 43  | –   | –   | –  |
| Czechy |     |     |     |    |    |     |     |     |    |    |    |     |     |     |    |
| Tomáš Beneš | –   | –   | –   | –  | –  | –   | –   | –   | –  | –  | 26 | 53  | –   | –   | –  |
| Lukáš Berger | –   | –   | –   | –  | –  | –   | –   | –   | –  | –  | 41 | 29  | –   | –   | –  |
| Hubert Bláha | –   | –   | –   | –  | –  | –   | –   | –   | –  | –  | 35 | 35  | –   | –   | –  |
| Martin Cikl | 6   | 15  | –   | –  | –  | –   | –   | –   | –  | –  | –  | –   | –   | –   | –  |
| Petr Ermis | 5   | 3   | 4   | –  | –  | –   | –   | –   | –  | –  | –  | –   | –   | –   | –  |
| Pavol Farkaš | –   | –   | –   | –  | –  | 20  | 21  | 39  | –  | –  | 22 | 42  | –   | –   | –  |
| Čestmír Kožíšek | dsq | 21  | 22  | –  | –  | 33  | 34  | 37  | –  | –  | 20 | 40  | –   | –   | –  |
| Lukáš Kubáň | –   | –   | –   | –  | –  | –   | –   | 16  | –  | –  | –  | –   | –   | –   | –  |
| Robert Kubáň | –   | –   | –   | –  | –  | 38  | 39  | 25  | –  | –  | 27 | 40  | –   | –   | –  |
| Jiří Mazoch | 23  | 7   | 16  | –  | –  | dsq | dsq | 36  | –  | –  | 19 | 12  | –   | –   | –  |
| Martin Plhal | –   | –   | –   | –  | –  | –   | –   | –   | –  | –  | 44 | 65  | –   | –   | –  |
| Václav Štorek | –   | –   | –   | –  | –  | –   | –   | 28  | –  | –  | 42 | 57  | –   | –   | –  |
| Vladimir Struhar | –   | –   | dsq | –  | –  | 5   | 20  | 31  | –  | –  | 25 | 28  | –   | –   | –  |
| Finlandia |     |     |     |    |    |     |     |     |    |    |    |     |     |     |    |
| Mika Kauhanen | –   | –   | –   | 8  | 8  | –   | –   | –   | –  | –  | –  | –   | –   | –   | –  |
| Akseli Kokkonen | –   | –   | –   | –  | –  | –   | –   | –   | –  | –  | –  | –   | 1   | 5   | 8  |
| Mika Kulmala | –   | –   | –   | 36 | 16 | –   | –   | –   | –  | –  | –  | –   | –   | –   | –  |
| Jere Kykkänen | –   | –   | –   | 16 | 11 | –   | –   | –   | –  | –  | –  | –   | –   | –   | –  |
| Ville Larinto | –   | –   | –   | 29 | –  | –   | –   | –   | –  | –  | –  | –   | –   | –   | –  |
| Sami Niemi | –   | –   | –   | 13 | 4  | –   | –   | –   | –  | –  | –  | –   | –   | –   | –  |
| Olli Pekkala | –   | –   | –   | 9  | 9  | –   | –   | –   | –  | –  | –  | –   | –   | –   | –  |
| Jesper Ruuth | –   | –   | –   | 15 | 15 | –   | –   | –   | –  | –  | –  | –   | –   | –   | –  |
| Francja |     |     |     |    |    |     |     |     |    |    |    |     |     |     |    |
| Gautier Airiau | –   | –   | –   | –  | –  | –   | –   | –   | 44 | –  | –  | –   | –   | –   | –  |
| Jean-Louis Arnould | –   | –   | –   | –  | –  | –   | –   | –   | 21 | 28 | –  | –   | –   | –   | –  |
| Sebastien Avoine | –   | –   | –   | –  | –  | –   | –   | –   | –  | 41 | –  | –   | –   | –   | –  |
| Mathias Bourdel | –   | –   | 35  | –  | –  | –   | –   | –   | 16 | 23 | –  | –   | –   | –   | –  |
| Benjamin Bourqui | –   | –   | 33  | –  | –  | –   | –   | –   | –  | –  | –  | –   | –   | –   | –  |
| Wilfried Cailleau | –   | –   | –   | –  | –  | –   | –   | –   | 23 | 18 | –  | –   | –   | –   | –  |
| Jonathan Félisaz | –   | –   | –   | –  | –  | –   | –   | –   | 19 | 19 | –  | –   | –   | –   | –  |
| Samuel Guy | –   | –   | –   | –  | –  | –   | –   | –   | 34 | 29 | –  | –   | –   | –   | –  |
| Romain Jacquier | –   | –   | –   | –  | –  | –   | –   | –   | –  | 51 | –  | –   | –   | –   | –  |
| Gaëtan Junique | –   | –   | –   | –  | –  | –   | –   | –   | 48 | 49 | –  | –   | –   | –   | –  |
| Thomas Lacroix | –   | –   | –   | –  | –  | dsq | –   | –   | 33 | 36 | –  | –   | –   | –   | –  |
| Geoffrey Lafarge | –   | –   | –   | –  | –  | –   | –   | –   | 39 | 44 | –  | –   | –   | –   | –  |
| Ronan Lamy Chappuis | –   | –   | –   | –  | –  | –   | –   | –   | 31 | 33 | –  | –   | –   | –   | –  |
| Maxence Le Borgne | –   | –   | –   | –  | –  | –   | –   | –   | 46 | –  | –  | –   | –   | –   | –  |
| Alexandre Mabboux | –   | –   | –   | –  | –  | –   | –   | –   | 16 | 21 | –  | –   | –   | –   | –  |
| Damien Maitre | –   | –   | 30  | –  | –  | –   | –   | –   | –  | –  | –  | –   | –   | –   | –  |
| Nicolas Martin | –   | –   | –   | –  | –  | –   | –   | –   | 28 | 26 | –  | –   | –   | –   | –  |
| Nicolas Mayer | –   | –   | 18  | –  | –  | –   | –   | –   | –  | –  | –  | –   | –   | –   | –  |
| Yohann Morel | –   | –   | –   | –  | –  | –   | –   | –   | 24 | 16 | –  | –   | –   | –   | –  |
| Bruno Pagnier | –   | –   | –   | –  | –  | –   | –   | –   | –  | 46 | –  | –   | –   | –   | –  |
| Pierre Emmanuel Robe | –   | –   | –   | –  | –  | –   | –   | –   | 16 | 13 | –  | –   | –   | –   | –  |
| Florian Schwinn | –   | –   | –   | –  | –  | –   | –   | –   | 45 | 50 | –  | –   | –   | –   | –  |
| Jordan Taillard | –   | –   | –   | –  | –  | –   | –   | –   | 48 | –  | –  | –   | –   | –   | –  |
| Yoann Taillard | –   | –   | –   | –  | –  | –   | –   | –   | 21 | 39 | –  | –   | –   | –   | –  |
| Maxime Tolosa | –   | –   | –   | –  | –  | –   | –   | –   | 41 | 35 | –  | –   | –   | –   | –  |
| David Viry | –   | –   | –   | –  | –  | –   | –   | –   | 38 | 32 | –  | –   | –   | –   | –  |
| Holandia |     |     |     |    |    |     |     |     |    |    |    |     |     |     |    |
| Thomas de Wit | –   | –   | –   | 33 | 23 | 36  | 33  | –   | 42 | 42 | –  | –   | –   | –   | –  |
| Japonia |     |     |     |    |    |     |     |     |    |    |    |     |     |     |    |
| Tsubasa Chōnan | –   | –   | –   | –  | –  | –   | –   | –   | –  | –  | –  | –   | 17  | –   | –  |
| Kōta Endō | –   | –   | –   | –  | –  | –   | –   | –   | –  | –  | –  | –   | –   | 7   | –  |
| Tomoaki Endō | –   | –   | –   | –  | –  | –   | –   | –   | –  | –  | –  | –   | 21  | –   | –  |
| Yūsuke Endō | –   | –   | –   | –  | –  | –   | –   | –   | –  | –  | –  | –   | 8   | –   | 7  |
| Kazuyoshi Funaki | –   | –   | –   | –  | –  | –   | –   | –   | –  | –  | –  | –   | 26  | –   | –  |
| Yūta Funato | –   | –   | –   | –  | –  | –   | –   | –   | –  | –  | –  | –   | –   | 25  | –  |
| Yūmu Harada | –   | –   | –   | –  | –  | –   | –   | –   | –  | –  | –  | –   | 14  | –   | –  |
| Akira Higashi | –   | –   | –   | –  | –  | –   | –   | –   | –  | –  | –  | –   | –   | –   | 2  |
| Shūta Hirabayashi | –   | –   | –   | –  | –  | –   | –   | –   | –  | –  | –  | –   | 29  | –   | –  |
| Shōtarō Hosoda | –   | –   | –   | –  | –  | –   | –   | –   | –  | –  | –  | –   | –   | 15  | –  |
| Tsuyoshi Ichinohe | –   | –   | –   | –  | –  | –   | –   | –   | –  | –  | –  | –   | 18  | –   | 9  |
| Junshirō Kobayashi | –   | –   | –   | –  | –  | –   | –   | –   | –  | –  | –  | –   | –   | dsq | –  |
| Shōta Miyashita | –   | –   | –   | –  | –  | –   | –   | –   | –  | –  | –  | –   | 25  | –   | –  |
| Ryōhei Nishimori | –   | –   | –   | –  | –  | –   | –   | –   | –  | –  | –  | –   | 6   | –   | 10 |
| Kazuki Nishishita | –   | –   | –   | –  | –  | –   | –   | –   | –  | –  | –  | –   | 22  | –   | –  |
| Satoshi Ōka | –   | –   | –   | –  | –  | –   | –   | –   | –  | –  | –  | –   | –   | 22  | –  |
| Yukio Sakano | –   | –   | –   | –  | –  | –   | –   | –   | –  | –  | –  | –   | 3   | 2   | 3  |
| Kento Sakuyama | –   | –   | –   | –  | –  | –   | –   | –   | –  | –  | –  | –   | 23  | –   | –  |
| Shingo Sanuki | –   | –   | –   | –  | –  | –   | –   | –   | –  | –  | –  | –   | –   | 30  | –  |
| Tetsurō Sanuki | –   | –   | –   | –  | –  | –   | –   | –   | –  | –  | –  | –   | –   | 29  | –  |
| Yūhei Sasaki | –   | –   | –   | –  | –  | –   | –   | –   | –  | –  | –  | –   | –   | 8   | –  |
| Takanori Satō | –   | –   | –   | –  | –  | –   | –   | –   | –  | –  | –  | –   | –   | 16  | –  |
| Yuzo Sawaya | –   | –   | –   | –  | –  | –   | –   | –   | –  | –  | –  | –   | –   | 19  | –  |
| Kentarō Shigematsu | –   | –   | –   | –  | –  | –   | –   | –   | –  | –  | –  | –   | 5   | 11  | 4  |
| Shō Suzuki | –   | –   | –   | –  | –  | –   | –   | –   | –  | –  | –  | –   | 24  | –   | –  |
| Yasunori Suzuki | –   | –   | –   | –  | –  | –   | –   | –   | –  | –  | –  | –   | –   | 10  | –  |
| Teppei Takano | –   | –   | –   | –  | –  | –   | –   | –   | –  | –  | –  | –   | –   | –   | 13 |
| Taku Takeuchi | –   | –   | –   | –  | –  | –   | –   | 13  | –  | –  | –  | –   | –   | –   | –  |
| Shōta Tanaka | –   | –   | –   | –  | –  | –   | –   | –   | –  | –  | –  | –   | dsq | 12  | –  |
| Yūto Toiya | –   | –   | –   | –  | –  | –   | –   | –   | –  | –  | –  | –   | –   | 24  | –  |
| Naoki Ueda | –   | –   | –   | –  | –  | –   | –   | –   | –  | –  | –  | –   | –   | 26  | –  |
| Shingo Ueno | –   | –   | –   | –  | –  | –   | –   | –   | –  | –  | –  | –   | 19  | –   | –  |
| Hiroaki Watanabe | –   | –   | –   | –  | –  | –   | –   | –   | –  | –  | –  | –   | 27  | –   | –  |
| Yoshimitsu Wada | –   | –   | –   | –  | –  | –   | –   | –   | –  | –  | –  | –   | –   | 18  | –  |
| Yūta Watase | –   | –   | –   | –  | –  | –   | –   | –   | –  | –  | –  | –   | 8   | –   | 6  |
| Hiroki Yamada | –   | –   | –   | –  | –  | –   | –   | –   | –  | –  | –  | –   | –   | –   | 5  |
| Shōhei Yamada | –   | –   | –   | –  | –  | –   | –   | –   | –  | –  | –  | –   | –   | 26  | –  |
| Yūya Yamada | –   | –   | –   | –  | –  | –   | –   | –   | –  | –  | –  | –   | –   | 17  | –  |
| Kenta Yamamoto | –   | –   | –   | –  | –  | –   | –   | –   | –  | –  | –  | –   | –   | 13  | –  |
| Kō Yoshida | –   | –   | –   | –  | –  | –   | –   | –   | –  | –  | –  | –   | 28  | –   | –  |
| Kazuya Yoshioka | –   | –   | –   | –  | –  | –   | –   | –   | –  | –  | –  | –   | 15  | –   | 11 |
| Kanada |     |     |     |    |    |     |     |     |    |    |    |     |     |     |    |
| Gregory Baxter | –   | –   | –   | –  | –  | –   | 9   | –   | –  | –  | –  | –   | –   | –   | –  |
| Mackenzie Boyd-Clowes | –   | –   | –   | –  | –  | 15  | 16  | –   | –  | –  | –  | –   | –   | –   | –  |
| Trevor Morrice | –   | –   | –   | –  | –  | 2   | 8   | –   | –  | –  | –  | –   | –   | –   | –  |
| Stefan Read | –   | –   | –   | –  | –  | –   | 5   | –   | –  | –  | –  | –   | –   | –   | –  |
| Kazachstan |     |     |     |    |    |     |     |     |    |    |    |     |     |     |    |
| Dienis Buchelnikow | –   | –   | –   | –  | –  | –   | –   | –   | 50 | 53 | 50 | 51  | –   | –   | –  |
| Iwan Karaułow | –   | –   | –   | –  | –  | –   | –   | 22  | –  | –  | –  | –   | –   | –   | –  |
| Aleksiej Korolew | –   | –   | –   | –  | –  | –   | –   | 7   | –  | –  | –  | –   | –   | –   | –  |
| Roman Kurjawskij | –   | –   | –   | 43 | 41 | –   | –   | –   | –  | –  | –  | –   | –   | –   | –  |
| Jewgienij Lewkin | –   | –   | –   | 41 | 39 | –   | –   | –   | 32 | 40 | 60 | 53  | –   | –   | –  |
| Czyngis Nabijew | –   | –   | –   | 39 | 22 | –   | –   | –   | 37 | 45 | 46 | 34  | –   | –   | –  |
| Aleksiej Pczelincew | –   | –   | –   | 26 | 24 | –   | –   | –   | –  | 47 | 58 | 44  | –   | –   | –  |
| Asan Tachtachunow | –   | –   | –   | –  | –  | –   | –   | 21  | –  | –  | –  | –   | –   | –   | –  |
| Radik Żaparow | –   | –   | –   | –  | –  | –   | –   | 2   | –  | –  | –  | –   | –   | –   | –  |
| Niemcy |     |     |     |    |    |     |     |     |    |    |    |     |     |     |    |
| Oliver Alberer | –   | –   | 12  | –  | –  | –   | –   | –   | –  | –  | –  | –   | –   | –   | –  |
| Dominik Benker | dsq | dsq | –   | –  | –  | –   | –   | –   | –  | –  | –  | –   | –   | –   | –  |
| Pascal Bodmer | –   | –   | 9   | –  | –  | –   | –   | –   | –  | –  | –  | –   | –   | –   | –  |
| Patrick Bodmer | –   | –   | 28  | –  | –  | –   | –   | –   | –  | –  | –  | –   | –   | –   | –  |
| Tobias Bogner | –   | –   | 15  | –  | –  | –   | –   | –   | –  | –  | –  | –   | –   | –   | –  |
| Adrian Brück | –   | –   | –   | –  | –  | –   | –   | –   | 27 | 36 | –  | –   | –   | –   | –  |
| Tobias Brunner | –   | –   | 19  | –  | –  | –   | –   | –   | –  | –  | –  | –   | –   | –   | –  |
| Markus Eisenbichler | 27  | 36  | –   | –  | –  | –   | –   | –   | –  | –  | –  | –   | –   | –   | –  |
| Nico Faller | –   | –   | 5   | –  | –  | –   | –   | –   | –  | –  | –  | –   | –   | –   | –  |
| Christian Fendt | 18  | 22  | –   | –  | –  | –   | –   | –   | –  | –  | –  | –   | –   | –   | –  |
| Andy Grötschel | dsq | 16  | –   | –  | –  | –   | –   | –   | –  | –  | –  | –   | –   | –   | –  |
| Bernd Heinzmann | 9   | 10  | 24  | –  | –  | –   | –   | –   | –  | –  | –  | –   | –   | –   | –  |
| Nico Hermann | –   | –   | 26  | –  | –  | –   | –   | –   | –  | –  | –  | –   | –   | –   | –  |
| Kevin Horlacher | –   | –   | 8   | –  | –  | –   | –   | –   | –  | –  | –  | –   | –   | –   | –  |
| Stefan Lang | –   | –   | 23  | –  | –  | –   | –   | –   | –  | –  | –  | –   | –   | –   | –  |
| Christoph Leyhe | –   | –   | –   | –  | –  | –   | –   | –   | 25 | 22 | –  | –   | –   | –   | –  |
| Stephan Leyhe | –   | –   | –   | –  | –  | –   | –   | –   | 11 | 27 | –  | –   | –   | –   | –  |
| Steven Regenbogen | –   | –   | –   | –  | –  | –   | –   | –   | 51 | 42 | –  | –   | –   | –   | –  |
| Felix Schoft | –   | –   | 16  | –  | –  | –   | –   | –   | –  | –  | –  | –   | –   | –   | –  |
| Bastian Sell | –   | –   | –   | –  | –  | –   | –   | –   | 14 | 14 | –  | –   | –   | –   | –  |
| Daniel Wenig | 14  | 31  | –   | –  | –  | –   | –   | –   | –  | –  | –  | –   | –   | –   | –  |
| David Winkler | –   | –   | dsq | –  | –  | –   | –   | –   | 15 | 15 | –  | –   | 16  | 5   | 14 |
| Florian Wolf | –   | –   | 45  | –  | –  | –   | –   | –   | –  | –  | –  | –   | –   | –   | –  |
| Norwegia |     |     |     |    |    |     |     |     |    |    |    |     |     |     |    |
| Anders Beisvaag | –   | –   | –   | 38 | 36 | –   | –   | –   | –  | –  | –  | –   | –   | –   | –  |
| Fredrik Bjerkeengen | –   | –   | –   | 21 | 19 | –   | –   | –   | –  | –  | –  | –   | –   | –   | –  |
| Johan Remen Evensen | –   | –   | –   | –  | –  | –   | –   | –   | –  | –  | –  | –   | 2   | 1   | 1  |
| Kenneth Gangnes | –   | –   | –   | 12 | 10 | –   | –   | –   | –  | –  | –  | –   | –   | –   | –  |
| Espen Enger Halvorsen | –   | –   | –   | 14 | 14 | –   | –   | –   | –  | –  | –  | –   | –   | –   | –  |
| Terje Hilde | –   | –   | –   | –  | –  | –   | –   | –   | –  | –  | –  | –   | 4   | 4   | 16 |
| Robert Johansson | –   | –   | –   | 19 | 37 | –   | –   | –   | –  | –  | –  | –   | –   | –   | –  |
| Erik Kjelstrup | –   | –   | –   | 30 | 17 | –   | –   | –   | –  | –  | –  | –   | –   | –   | –  |
| Bård Lund | –   | –   | –   | –  | –  | dsq | 36  | –   | –  | –  | –  | –   | –   | –   | –  |
| Kristian Kind Olsen | –   | –   | –   | –  | –  | dsq | 17  | –   | –  | –  | –  | –   | –   | –   | –  |
| Ole Kristian Ramstad | –   | –   | –   | –  | –  | 14  | 31  | –   | –  | –  | –  | –   | –   | –   | –  |
| Stig Sorensen Rud | –   | –   | –   | –  | –  | –   | –   | –   | –  | –  | –  | –   | –   | –   | 19 |
| Knut Tore Rugland | –   | –   | –   | –  | –  | 34  | 40  | –   | –  | –  | –  | –   | –   | –   | –  |
| Gard Sandholt | –   | –   | –   | 7  | 18 | –   | –   | –   | –  | –  | –  | –   | –   | –   | –  |
| Niklas Strandbråten | –   | –   | –   | 42 | 39 | 37  | 43  | –   | –  | –  | –  | –   | –   | –   | –  |
| Vegard Swensen | –   | –   | –   | 10 | 6  | –   | –   | –   | –  | –  | –  | –   | –   | –   | –  |
| Sigurd Mæhre Svendsen | –   | –   | –   | 24 | 20 | –   | –   | –   | –  | –  | –  | –   | –   | –   | –  |
| Kim-Arild Tandberg | –   | –   | –   | –  | –  | –   | 3   | –   | –  | –  | –  | –   | –   | –   | –  |
| Sindre Trana | –   | –   | –   | –  | –  | –   | –   | –   | –  | –  | –  | –   | 7   | 9   | 20 |
| Polska |     |     |     |    |    |     |     |     |    |    |    |     |     |     |    |
| Piotr Byrt | dsq | 30  | 37  | –  | –  | dsq | dsq | –   | –  | –  | 65 | –   | –   | –   | –  |
| Tomasz Byrt | –   | –   | –   | –  | –  | –   | –   | –   | –  | –  | 35 | –   | –   | –   | –  |
| Piotr Chowaniec | –   | –   | dsq | –  | –  | –   | –   | –   | –  | –  | 50 | 51  | –   | –   | –  |
| Adam Cieślar | –   | –   | –   | –  | –  | –   | –   | –   | –  | –  | 67 | 45  | –   | –   | –  |
| Mateusz Cieślar | dsq | 11  | 13  | –  | –  | dsq | dsq | –   | –  | –  | 31 | 22  | –   | –   | –  |
| Bartłomiej Czernik | –   | –   | –   | –  | –  | –   | –   | –   | –  | –  | 60 | 56  | –   | –   | –  |
| Kamil Czerwinka | –   | –   | –   | –  | –  | –   | –   | –   | –  | –  | 45 | 60  | –   | –   | –  |
| Wojciech Gąsienica-Kotelnicki | dsq | 27  | 34  | –  | –  | 10  | 28  | –   | –  | –  | 8  | 9   | –   | –   | –  |
| Artur Heczko | –   | –   | –   | –  | –  | 19  | –   | –   | –  | –  | –  | –   | –   | –   | –  |
| Andrzej Kos | –   | –   | –   | –  | –  | 12  | 26  | –   | –  | –  | 22 | 38  | –   | –   | –  |
| Jakub Kot | –   | –   | 41  | –  | –  | –   | –   | –   | –  | –  | 11 | 17  | –   | –   | –  |
| Maciej Kot | –   | –   | dsq | –  | –  | –   | –   | –   | –  | –  | 1  | 6   | –   | –   | –  |
| Kamil Kowal | –   | –   | –   | –  | –  | –   | –   | –   | –  | –  | 5  | 7   | –   | –   | –  |
| Dawid Kubacki | 11  | dsq | dsq | –  | –  | –   | –   | –   | –  | –  | 12 | 16  | 13  | 21  | 17 |
| Mateusz Kukuczka | –   | 6   | dsq | –  | –  | 18  | dsq | –   | –  | –  | –  | –   | –   | –   | –  |
| Grzegorz Miętus | –   | –   | –   | –  | –  | –   | –   | –   | –  | –  | 18 | 14  | –   | –   | –  |
| Krzysztof Miętus | 25  | 28  | 31  | –  | –  | 13  | 14  | –   | –  | –  | 10 | 2   | –   | –   | –  |
| Klemens Murańka | 16  | 37  | –   | –  | –  | –   | –   | –   | –  | –  | 31 | 12  | –   | –   | –  |
| Paweł Słowiok | –   | –   | –   | –  | –  | –   | –   | –   | –  | –  | 15 | 20  | –   | –   | –  |
| Kamil Skrobot | –   | –   | –   | –  | –  | –   | –   | –   | –  | –  | 38 | 18  | –   | –   | –  |
| Piotr Szczepaniak-Krupowski | –   | –   | –   | –  | –  | –   | –   | –   | –  | –  | –  | 48  | –   | –   | –  |
| Andrzej Zapotoczny | –   | –   | –   | –  | –  | –   | –   | –   | –  | –  | 38 | –   | –   | –   | –  |
| Jan Ziobro | –   | –   | dsq | –  | –  | 26  | 19  | –   | –  | –  | 17 | 24  | –   | –   | –  |
| Rosja |     |     |     |    |    |     |     |     |    |    |    |     |     |     |    |
| Ilja Alilujew | –   | –   | –   | –  | –  | –   | –   | –   | 52 | 51 | –  | –   | –   | –   | –  |
| Ilmir Chazietdinow | –   | –   | 47  | 35 | 33 | –   | –   | –   | 26 | 25 | –  | –   | –   | –   | –  |
| Iwan Czumyszew | –   | –   | –   | –  | –  | –   | –   | –   | 30 | 17 | –  | –   | –   | –   | –  |
| Ildar Fatkullin | –   | –   | –   | –  | –  | –   | –   | 5   | –  | –  | –  | –   | –   | –   | –  |
| Pawieł Karielin | 3   | 4   | 20  | 2  | 3  | –   | –   | –   | 2  | 2  | 4  | 1   | –   | –   | –  |
| Emil Mulijukow | –   | –   | 13  | –  | –  | –   | –   | –   | –  | –  | –  | –   | –   | –   | –  |
| Stanisław Oszczepkow | 29  | 38  | 42  | –  | –  | –   | –   | 30  | –  | –  | –  | –   | –   | –   | –  |
| Jewgienij Plechow | –   | –   | –   | –  | –  | –   | –   | 10  | –  | –  | –  | –   | –   | –   | –  |
| Dmitrij Ponomariew | 24  | dsq | 44  | –  | –  | –   | –   | –   | –  | –  | –  | –   | –   | –   | –  |
| Ilja Roslakow | –   | –   | –   | –  | –  | –   | –   | 6   | –  | –  | –  | –   | –   | –   | –  |
| Aleksiej Siłajew | –   | –   | –   | –  | –  | –   | –   | 24  | –  | –  | –  | –   | –   | –   | –  |
| Dmitrij Sporynin | 21  | 32  | 29  | 37 | 34 | –   | –   | –   | –  | –  | –  | –   | –   | –   | –  |
| Aleksander Uszakow | 26  | 29  | –   | –  | –  | –   | –   | –   | –  | –  | –  | –   | –   | –   | –  |
| Aleksander Woronkow | 22  | 35  | 40  | –  | –  | –   | –   | –   | –  | –  | –  | –   | –   | –   | –  |
| Rumunia |     |     |     |    |    |     |     |     |    |    |    |     |     |     |    |
| Andrei Balazs | dsq | 23  | 38  | –  | –  | 16  | 24  | –   | –  | –  | 55 | 31  | –   | –   | –  |
| Mihai Damian | dsq | 34  | 39  | –  | –  | 31  | 32  | –   | –  | –  | 55 | 62  | –   | –   | –  |
| Słowacja |     |     |     |    |    |     |     |     |    |    |    |     |     |     |    |
| Róbert Kartík | –   | –   | –   | –  | –  | –   | –   | 39  | –  | –  | 52 | 60  | –   | –   | –  |
| Mojmír Nosal | –   | –   | –   | –  | –  | –   | –   | –   | –  | –  | 55 | 32  | –   | –   | –  |
| Vladimír Roško | –   | –   | –   | –  | –  | –   | –   | –   | –  | –  | 47 | 50  | –   | –   | –  |
| Denis Šindler | –   | –   | –   | –  | –  | –   | –   | dsq | –  | –  | 62 | 48  | –   | –   | –  |
| Martin Šútor | –   | –   | –   | –  | –  | –   | –   | –   | –  | –  | 21 | 27  | –   | –   | –  |
| Tomáš Zmoray | –   | –   | –   | –  | –  | –   | –   | 38  | –  | –  | 7  | 10  | –   | –   | –  |
| Słowenia |     |     |     |    |    |     |     |     |    |    |    |     |     |     |    |
| Tim Babnik | 15  | 25  | –   | –  | –  | –   | –   | –   | –  | –  | –  | –   | –   | –   | –  |
| Dejan Judež | –   | –   | 27  | –  | –  | –   | –   | –   | –  | –  | –  | –   | –   | –   | –  |
| Črt Košir | –   | –   | 32  | –  | –  | –   | –   | –   | –  | –  | –  | –   | –   | –   | –  |
| Jernej Križnar | 8   | 17  | –   | –  | –  | –   | –   | –   | –  | –  | –  | –   | –   | –   | –  |
| Tadej Mestek | 12  | 12  | 21  | –  | –  | –   | –   | –   | –  | –  | –  | –   | –   | –   | –  |
| Janez Močnik Guna | –   | –   | 43  | –  | –  | –   | –   | –   | –  | –  | –  | –   | –   | –   | –  |
| Anže Obreza | 2   | 2   | –   | –  | –  | –   | –   | –   | –  | –  | –  | –   | –   | –   | –  |
| Erik Penic | 19  | 33  | –   | –  | –  | –   | –   | –   | –  | –  | –  | –   | –   | –   | –  |
| Klemen Pirc | –   | –   | 36  | –  | –  | –   | –   | –   | –  | –  | –  | –   | –   | –   | –  |
| Matjaž Pungertar | –   | –   | 46  | –  | –  | –   | –   | –   | –  | –  | –  | –   | –   | –   | –  |
| Anže Zaplotnik | 10  | 18  | –   | –  | –  | –   | –   | –   | –  | –  | –  | –   | –   | –   | –  |
| Domen Zigon | 17  | dsq | –   | –  | –  | –   | –   | –   | –  | –  | –  | –   | –   | –   | –  |
| Miran Zupančič | 13  | 24  | –   | –  | –  | –   | –   | –   | –  | –  | –  | –   | –   | –   | –  |
| Rožle Žagar | 7   | 9   | –   | –  | –  | –   | –   | –   | –  | –  | –  | –   | –   | –   | –  |
| Stany Zjednoczone |     |     |     |    |    |     |     |     |    |    |    |     |     |     |    |
| Nicholas Alexander | –   | –   | dsq | –  | –  | –   | –   | –   | –  | –  | –  | –   | 30  | 28  | 21 |
| Andrew Bliss | –   | –   | –   | –  | –  | –   | –   | –   | –  | –  | 54 | 64  | –   | –   | –  |
| Evan Bliss | –   | –   | dsq | –  | –  | –   | –   | –   | –  | –  | 33 | 38  | –   | –   | –  |
| Jeffrey Denney | –   | –   | –   | –  | –  | –   | –   | 27  | –  | –  | 35 | 47  | –   | –   | –  |
| Cooper Dodds | –   | –   | dsq | –  | –  | –   | –   | –   | –  | –  | –  | –   | –   | –   | –  |
| Nicholas Fairall | –   | –   | 10  | –  | –  | –   | –   | –   | –  | –  | 9  | 8   | –   | –   | –  |
| Josh Hanson | –   | –   | –   | –  | –  | –   | –   | –   | –  | –  | 52 | 32  | –   | –   | –  |
| Blake Hughes | –   | –   | –   | –  | –  | –   | –   | –   | –  | –  | 24 | 37  | –   | –   | –  |
| Anders Johnson | –   | –   | –   | 3  | 5  | –   | –   | –   | –  | –  | –  | –   | –   | –   | –  |
| Christopher Lamb | –   | –   | 25  | –  | –  | –   | –   | –   | –  | –  | –  | –   | –   | –   | –  |
| Kyle Lockhart | –   | –   | –   | 27 | 26 | –   | –   | –   | –  | –  | 27 | 25  | –   | –   | –  |
| Szwajcaria |     |     |     |    |    |     |     |     |    |    |    |     |     |     |    |
| Vital Anken | –   | –   | –   | –  | –  | 25  | 23  | –   | –  | –  | –  | –   | –   | –   | –  |
| Guillaume Berney | –   | –   | –   | –  | –  | 30  | –   | –   | –  | –  | –  | –   | –   | –   | –  |
| Philippe Brand | –   | –   | –   | –  | –  | dsq | –   | –   | –  | –  | –  | –   | –   | –   | –  |
| Sébastien Cala | 20  | 26  | –   | –  | –  | 21  | 35  | –   | 35 | 36 | –  | –   | –   | –   | –  |
| Gregor Deschwanden | –   | –   | –   | –  | –  | dsq | 32  | –   | –  | –  | –  | –   | –   | –   | –  |
| Pascal Egloff | –   | –   | –   | –  | –  | 11  | 22  | –   | 13 | 23 | –  | –   | –   | –   | –  |
| Rémi Français | –   | –   | –   | –  | –  | –   | 10  | –   | –  | –  | –  | –   | –   | –   | –  |
| Marco Grigoli | dsq | 13  | –   | –  | –  | –   | –   | –   | 10 | 10 | –  | –   | –   | –   | –  |
| Ivo Hess | –   | –   | –   | –  | –  | 29  | 38  | –   | –  | –  | –  | –   | –   | –   | –  |
| Michael Hollenstein | –   | –   | –   | –  | –  | –   | 11  | –   | –  | –  | –  | –   | –   | –   | –  |
| Tim Hug | –   | –   | –   | –  | –  | –   | 25  | –   | –  | –  | –  | –   | –   | –   | –  |
| Felix Kläsi | –   | –   | –   | –  | –  | –   | dsq | –   | –  | –  | –  | –   | –   | –   | –  |
| Walter Künzle | –   | –   | –   | –  | –  | 35  | dsq | –   | –  | –  | –  | –   | –   | –   | –  |
| Adrian Künzli | –   | –   | –   | –  | –  | dsq | –   | –   | 39 | 48 | –  | –   | –   | –   | –  |
| Guido Landert | –   | –   | –   | –  | –  | –   | –   | –   | 4  | 2  | –  | –   | –   | –   | –  |
| Sven Rauber | dsq | dsq | –   | –  | –  | –   | –   | –   | 47 | 31 | –  | –   | –   | –   | –  |
| Adrian Schuler | –   | –   | –   | –  | –  | 6   | 37  | –   | 20 | 30 | –  | –   | –   | –   | –  |
| Sandro Steiner | –   | –   | –   | –  | –  | 22  | 30  | –   | 36 | 19 | –  | –   | –   | –   | –  |
| Szwecja |     |     |     |    |    |     |     |     |    |    |    |     |     |     |    |
| Fredrik Balkåsen | –   | –   | –   | 5  | 7  | –   | –   | –   | –  | –  | –  | –   | –   | –   | –  |
| Sebastian Ekman | –   | –   | –   | 32 | 29 | –   | –   | –   | –  | –  | –  | –   | –   | –   | –  |
| Oskar Englund | –   | –   | –   | 25 | 28 | –   | –   | –   | –  | –  | –  | –   | –   | –   | –  |
| Johan Erikson | –   | –   | –   | 6  | 13 | –   | –   | –   | –  | –  | –  | –   | –   | –   | –  |
| Niklas Eriksson | –   | –   | –   | 34 | 32 | –   | –   | –   | –  | –  | –  | –   | –   | –   | –  |
| Jakob Grimholm | –   | –   | –   | 20 | –  | –   | –   | –   | –  | –  | –  | –   | –   | –   | –  |
| Josef Larsson | –   | –   | –   | 40 | 38 | –   | –   | –   | –  | –  | –  | –   | –   | –   | –  |
| Alexander Mitz | –   | –   | –   | 28 | 35 | –   | –   | –   | –  | –  | –  | –   | –   | –   | –  |
| Carl Nordin | –   | –   | –   | 11 | 24 | –   | –   | –   | –  | –  | –  | –   | –   | –   | –  |
| Jonas Nordin | –   | –   | –   | 22 | 30 | –   | –   | –   | –  | –  | –  | –   | –   | –   | –  |
| Pär Svensson | –   | –   | –   | 23 | 31 | –   | –   | –   | –  | –  | –  | –   | –   | –   | –  |
| Emil Westberg | –   | –   | –   | 18 | 26 | –   | –   | –   | –  | –  | –  | –   | –   | –   | –  |
| Jonas Westberg | –   | –   | –   | 17 | 12 | –   | –   | –   | –  | –  | –  | –   | –   | –   | –  |
| Turcja |     |     |     |    |    |     |     |     |    |    |    |     |     |     |    |
| Barış Demirci | –   | –   | –   | –  | –  | 27  | –   | –   | –  | –  | –  | –   | –   | –   | –  |
| Ukraina |     |     |     |    |    |     |     |     |    |    |    |     |     |     |    |
| Ołeksij Chomin | –   | –   | –   | –  | –  | –   | –   | –   | –  | –  | 38 | 36  | –   | –   | –  |
| Witalij Kaźmiruk | –   | –   | –   | –  | –  | –   | –   | –   | –  | –  | 69 | 69  | –   | –   | –  |
| Andrij Parachomczuk | –   | –   | –   | –  | –  | –   | –   | –   | –  | –  | 64 | 68  | –   | –   | –  |
| Nazarij Prokopiuk | –   | –   | –   | –  | –  | –   | –   | –   | –  | –  | 47 | 53  | –   | –   | –  |
| Witalij Prokopiuk | –   | –   | –   | –  | –  | –   | –   | –   | –  | –  | 42 | 46  | –   | –   | –  |
| Wołodymyr Werediuk | –   | –   | –   | –  | –  | –   | –   | –   | –  | –  | 33 | 29  | –   | –   | –  |
| Wasyl Żurakiwski | –   | –   | –   | –  | –  | –   | –   | –   | –  | –  | 59 | 59  | –   | –   | –  |
| Węgry |     |     |     |    |    |     |     |     |    |    |    |     |     |     |    |
| Dénes Pungor | 28  | dsq | –   | –  | –  | –   | –   | –   | –  | –  | –  | –   | –   | –   | –  |
| Włochy |     |     |     |    |    |     |     |     |    |    |    |     |     |     |    |
| Marco Beltrame | –   | –   | –   | –  | –  | 8   | 15  | –   | –  | –  | –  | –   | –   | –   | –  |
| Stefano Chiapolino | –   | –   | –   | –  | –  | 32  | 27  | –   | –  | –  | –  | –   | –   | –   | –  |
| Roberto Dellasega | –   | –   | –   | –  | –  | 24  | 29  | –   | –  | –  | –  | –   | –   | –   | –  |
| Michele Liva | –   | –   | –   | –  | –  | 9   | 12  | –   | –  | –  | –  | –   | –   | –   | –  |
| Legenda |     |     |     |    |    |     |     |     |    |    |    |     |     |     |    |
| 1-3 4-30 poniżej 30 dns – Zawodnik zgłoszony nie wystartował w konkursie dsq – Zawodnik zdyskwalifikowany w konkursie – – Zawodnik nie zgłoszony do konkursu |     |     |     |    |    |     |     |     |    |    |    |     |     |     |    |

## Klasyfikacja generalna
| Miejsce | Zawodnik            | Punkty |
| ------- | ------------------- | ------ |
| 1.      | Nicolas Fettner     | 591    |
| 2.      | Stefan Innerwinkler | 575    |
| 3.      | Pawieł Karielin     | 571    |
| 4.      | David Unterberger   | 310    |
| 5.      | David Fallmann      | 282    |
| 6.      | Johan Remen Evensen | 280    |
| 7.      | Markus Eggenhofer   | 266    |
| 8.      | Gerald Wambacher    | 246    |
| 9.      | Stefan Kaiser       | 212    |
| 10.     | Yukio Sakano        | 200    |
| ...     |                     |        |